# Dichochrysa sansibarica
Dichochrysa sansibarica is een insect uit de familie van de gaasvliegen (Chrysopidae), die tot de orde netvleugeligen (Neuroptera) behoort. 
Dichochrysa sansibarica is voor het eerst wetenschappelijk beschreven door Kolbe in 1897.